# Raluca Strămăturaru
Raluca Nicoleta Strămăturaru (* 22. November 1985 in Sinaia) ist eine rumänische Rennrodlerin.
Die Studentin Raluca Strămăturaru lebt in Bușteni. Sie rodelt seit 1996 und gehört seit 1999 dem rumänischen Nationalkader an. Sie startet seit der Saison 2004/05 im Rennrodel-Weltcup. Am 2. Februar 2005 stürzte Strămăturaru schwer beim Training für das Weltcup-Finale auf der Olympiabahn von Cesana und erlitt einen Oberarmbruch. Das Rennen wurde deswegen abgesagt.
Ihr bestes Ergebnis in einem Einzelrennen des Weltcups erreichte sie als 25. in Nagano in der Saison 2006/07. Ihr bestes Ergebnis in der Gesamtwertung erreichte sie als 26. im selben Jahr. Zudem erreichte sie mit der Mannschaft bei einem Rennen in Calgary als Achte ein Ergebnis unter den besten Acht. Dasselbe Ergebnis erzielte sie auch in der folgenden Saison in Nagano. Bei der Europameisterschaft 2006 in Winterberg belegte sie im Einzel den 27., mit dem rumänischen Team den neunten Rang. Die Rennrodel-Weltmeisterschaften 2007 in Igls beendete Strămăturaru auf dem 32. Platz.
2010 nahm Strămăturaru an den Olympischen Spielen in Vancouver teil, wo sie den 21. Platz erreichte. Bei den Olympischen Spielen in Sotschi wurde sie 30. Vier Jahre später erreichte sie bei den Winterspielen in Pyeongchang mit Platz sieben ihr bestes Ergebnis bei einem internationalen Einzelwettbewerb. Zugleich war es die beste rumänische Platzierung bei Winterspielen seit Lillehammer 1994. Bei der Abschlussfeier trug Strămăturaru die rumänische Fahne.
Ihre Schwester Violeta (* 1988) ist ebenfalls Rennrodlerin.